# Frans Adelaar
Frans Adelaar (nascut el 5 de desembre de 1960) és un esfutbolista professional i posteriorment entrenador de futbol neerlandès. El seu darrer equip com a entrenador va ser l'IJsselmeervogels.

## Carrera

### Carrera com a jugador
Adelaar va jugar a futbol professional a l'FC Utrecht i després va jugar als clubs amateurs DOVO i Hollandia.

### Carrera com a entrenador
Després de retirar-se com a jugador el 1993, Adelaar ha dirigit els equips GVVV, Utrecht, Akratitos, De Graafschap, ADO Den Haag i Volendam. Va ser nomenat entrenador per l'Sparta Rotterdam el maig de 2009 i destituït l'abril de 2010.
L'abril de 2012, Adelaar es va fer càrrec del MŠK Žilina, equip amb el qual va guanyar el doblet de lliga i copa nacional el 2012, però va ser acomiadat el gener de 2013. El març de 2014, va ser nomenat entrenador de l'IJsselmeervogels neerlandès d'aficionats fins al final de la temporada 2013/14. Adelaar va ser acomiadat per IJsselmeervogels el novembre de 2015.

## Palmarès

### Jugador
Utrecht
- Copa KNVB: 1984–85[11]

### Entrenador
MŠK Žilina
- Lliga Corgoň (1): 2011-12
- Copa d'Eslovàquia (1): 2012